# Sant’Andrea Frius
Sant’Andrea Frius – miejscowość i gmina we Włoszech, w regionie Sardynia, w prowincji Sud Sardynia.
Według danych na rok 2004 gminę zamieszkiwały 1894 osoby, 52,6 os./km². Graniczy z Barrali, Dolianova, Donori, Ortacesus, San Basilio, San Nicolò Gerrei, Senorbì i Serdiana.